# Antonio Benítez Fernández
Antonio Benítez Fernández (Jerez de la Frontera, 21 de junio de 1951 − ibídem, 19 de febrero de 2014) fue un futbolista internacional español, que desarrolló la mayor parte de su carrera deportiva en el Real Betis Balompié con el que obtuvo la copa del rey del año 1977.

## Carrera
Nació el 21 de junio de 1951 en Jerez de la Frontera (provincia de Cádiz), donde comenzó su carrera futbolística, en el Jerez Deportivo. Fue traspasado al Real Betis a comienzos de 1970, por 2 millones de pesetas. Jugó en el equipo bético durante catorce temporadas. Debutó el 15 de febrero de 1970 contra el Málaga, siendo entrenador Antonio Barrios y jugó 305 partidos de liga con el club bético. Su posición en el terreno de juego fue retrasándose con el paso de los años, desde el extremo derecho de sus primero tiempos al lateral izquierdo de la defensa bética.

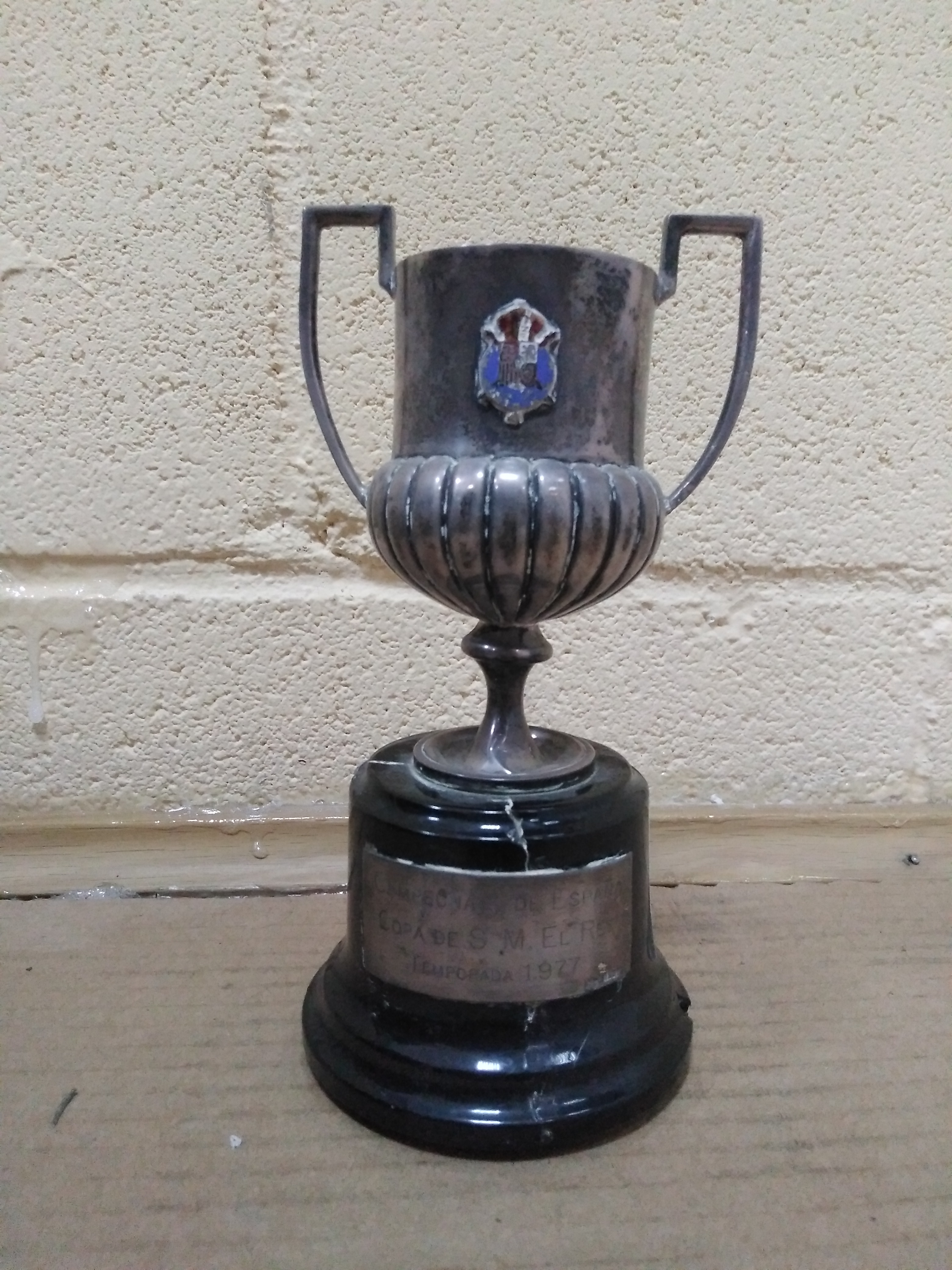
Copia de Copa del Rey que recibió

Obtuvo la copa del rey del año 1977 con el Real Betis, destacando en la final que jugó contra el Atlétic de Bilbao. Se retiró del fútbol en el Betis en junio de 1983. Benítez fue internacional en tres ocasiones, siendo seleccionador nacional Ladislao Kubala. Tras su retirada estuvo trabajando en la cantera del Betis.